# Gigliola per i più piccini
Gigliola per i più piccini è un album di Gigliola Cinquetti, pubblicato dalla CGD nel 1967.

## Tracce
- LP (1967, CGD - Compagnia Generale del Disco, FG 5036)

Lato A
1. Marciam marciam (Cover della canzone "Heigh-Ho" da Biancaneve e i sette nani) – 1:11 (testo: Larry Morey; adatt. testo in italiano di Nino Rastelli, Mario Panzeri, Devilli – musica: Frank Churchill)
2. Cam-camini (Cover della canzone "Chim Chim Cheree" da Mary Poppins) – 1:48 (Richard M. Sherman, Robert B. Sherman; adatt. testo in italiano di Antonio Amurri e Pertitas)
3. Bibbidi-Bobbidi-Bu (Cover della canzone "Bibbidi-Bobbidi-Boo" da Cenerentola) – 1:40 (Mack David, Al Hoffman, Jerry Livingston; adatt. testo in italiano di Devilli)
4. Il mio amore un dì verrà (Cover della canzone "Someday My Prince Will Come" da Biancaneve e i sette nani) – 2:27 (testo: Larry Morey; adatt. testo in italiano di Nino Rastelli, Mario Panzeri e Devilli – musica: Frank Churchill)
5. I tre porcellini (Cover della canzone "Who's Afraid of the Big Bad Wolf?" da I tre porcellini) – 2:27 (testo: Ann Ronell; adatt. testo in italiano di Misselvia – musica: Frank Churchill)
6. Bella notte (Cover dell'omonima canzone da Lilli e il vagabondo) – 2:30 (testo: Peggy Lee; adatt. testo in italiano di Devilli – musica: Sonny Burke)

Lato B
1. Un poco di zucchero (Cover della canzone "A Spoonful of Sugar" da Mary Poppins) – 2:19 (Robert B. Sherman e Richard M. Sherman; adatt. testo in italiano di Antonio Amurri e Pertitas)
2. Marcellino pane e vino (Cover della canzone "Marcelino, pan y vino" dall'omonimo film) – 3:27 (José María Sánchez Silva, Pablo Sorozábal:  adatt. testo in italiano di Alik, Nomen)
3. Impara a fischiettar... (Cover della canzone "Whistle While You Work" da Biancaneve e i sette nani) – 1:41 (testo: Larry Morey; adatt. testo in italiano di Nino Rastelli, Mario Panzeri, Devilli – musica: Frank Churchill)
4. Carissimo Pinocchio – 4:37 (Mario Panzeri)
5. Supercalifragilistic-espiralidoso (Cover della canzone "Supercalifragilisticexpialidocious" da Mary Poppins) – 2:01 (Richard M. Sherman, Robert B. Sherman;testo adatt. in italiano di Antonio Amurri, Roberto De Leonardis)
6. Cinque son le dita – 2:44 (testo: Giorgio Calabrese – musica: Piero Umiliani)

- Durata brani ricavati dal CD pubblicato nel 2011 dalla Rhino Records (5052498-5729-5-3)

## Musicisti
- Gigliola Cinquetti – voce
- Franco Monaldi – direttore d'orchestra

### Personale tecnico
- Liverani-Milano – foto copertina album originale
- Gigi Vesigna – note retrocopertina album originale [1]